# Schloss Thurn (Südtirol)
Schloss Thurn (ladinisch Ćiastel de Tor) liegt am Hang oberhalb der Ortschaft St. Martin in Thurn im Gadertal in Südtirol. Das Schloss gilt als ein Wahrzeichen Ladiniens und ist nicht zu verwechseln mit der Burgruine Thurn in Welsberg-Taisten.

## Geschichte

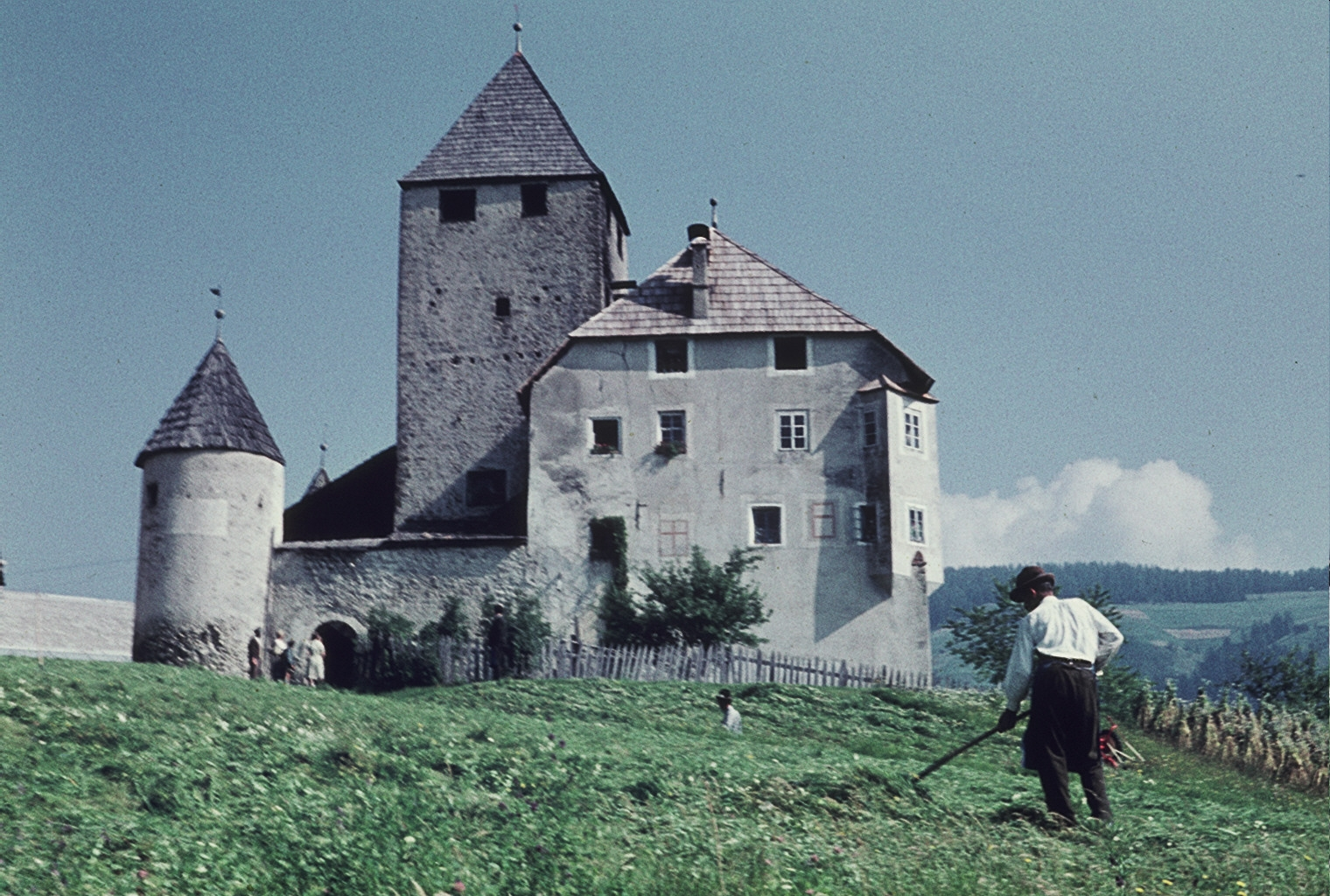
Das Schloss in den 1960er Jahren

Der ladinische Volkskundler Lois Craffonara vermutet, dass der Burgturm an der Kreuzung der beiden Hauptachsen (Cardo und Decumanus) erstellt wurde einer spätrömisch oder frühmittelalterlich angelegten quadratischen Siedlung, die als „Quadra“ schließlich dem ganzen Gader-Tal seinen Namen gegeben haben soll. 2005 wurde diesen Annahmen allerdings insofern widersprochen, als auf das karolingerzeitliche – und damit frühmittelalterliche – Verfahren der Feldvermessung im Tiroler Alpenraum hingewiesen wurde, das zu quadra-ähnlichen Flurteilungen führte. Die im frühen 13. Jahrhundert als schlichter freistehender Wohnturm im Auftrag des Bischofs von Brixen begonnene und später um Palas, Umfassungsmauer und zwei eckständige kleine Rundtürme erweiterte Anlage war früher Gerichtssitz von Thurn an der Garder. Der Bischof von Brixen belehnte bis 1331 die Herren von Rodank-Schöneck mit dem Schloss. Anfang des 19. Jahrhunderts fiel es in bäuerlichen Besitz. Seit 1996 ist das Schloss im Eigentum des Landes Südtirol und nimmt heute das Museum Ladin auf.